# Aloe saudiarabica
Aloe saudiarabica ist eine Pflanzenart der Gattung der Aloen in der Unterfamilie der Affodillgewächse (Asphodeloideae). Das Artepitheton saudiarabica verweist auf das Vorkommen der Art in Saudi-Arabien.

## Beschreibung

### Vegetative Merkmale
Aloe saudiarabica wächst kurz stammbildend, verzweigt und bildet kleine Klumpen. Die 15 bis 18 aufrechten, lanzettlich zugespitzten Laubblätter bilden Rosetten. Ihre trüb graugrüne Blattspreite ist bis zu 85 Zentimeter lang und 12 Zentimeter breit. Die braun gespitzten Zähne am Blattrand sind 3 Millimeter lang und stehen 10 bis 15 Millimeter voneinander entfernt. Der orangefarbene Blattsaft trocknet braun.

### Blütenstände und Blüten
Der Blütenstand ist einfach oder weist ein bis zwei Zweige auf. Er erreicht eine Länge von bis zu 100 Zentimeter. Die fast lockeren, zylindrisch zugespitzten Trauben sind 20 bis 25 Zentimeter lang. Die eiförmig-spitzen, weißen Brakteen weisen eine Länge von 10 Millimeter auf. Die zylindrischen, roten oder gelben Blüten stehen an 6 bis 8 Millimeter langen Blütenstielen. Die Blüten sind 27 bis 31 Millimeter lang. Auf Höhe des Fruchtknotens weisen die Blüten einen Durchmesser von 5 bis 7 Millimeter auf. Ihre äußeren Perigonblätter sind auf einer Länge von 12 bis 15 Millimetern nicht miteinander verwachsen. Die Staubblätter und der Griffel ragen kaum aus der Blüte heraus.

## Systematik und Verbreitung
Aloe saudiarabica ist in Saudi-Arabien auf sandigen Ebenen in Höhen von 365 Metern verbreitet.
Die Erstbeschreibung durch Thomas A. McCoy wurde 2007 veröffentlicht.

## Nachweise